# Goniothalamus chartaceus
Goniothalamus chartaceus là loài thực vật có hoa thuộc họ Na. Loài này được H.L.Li mô tả khoa học đầu tiên năm 1943.